# Коју игру играш
„Коју игру играш” је југословенски ТВ филм из 1992. године. Режирао га је Душан Варда а сценарио је написао Владимир Ђурић.

## Радња
Хибридна мешавина психолошке драме, трилера, рокенрол музике и мелодраме. Три главна јунака живе у посебном свету одвојене стварности, као нека врсте пиранделовских јунака, глумаца у бескрајном позоришту живота. Њихов простор је кућа-лавиринт, метафора њиховог психостања у коме једни другима постављају замке и у оквиру кога су изгубљени у свету игара.

## Музика
Музику за ову драму одсвирала је београдска група Вампири. Ради се о две композиције са њихове друге плоче Тачно у поноћ (ПГП, 1991) под називом "Wipe Out" и "Пољубац вампира”. Бенд се појављује на уводној и завршној сцени филма као пратећи бенд главног лика.

## Улоге
| Глумац            | Улога   |
| ----------------- | ------- |
| Мирољуб Лешо      |         |
| Жељко Митровић    |         |
| Бранка Пујић      | Анабела |
| Дарко Томовић     |         |
| Танасије Узуновић |         |
| Мирко Влаховић    |         |